# District de Romans
Le district de Romans est une ancienne division territoriale française du département de la Drôme de 1790 à 1795.
Il était composé des cantons de Romans, Albon, Auterives, Bourg de Péage, Clérieux, Hostun, Montmiral, Moras en Valloire, Saint Donat, Saint Paul, Saint Pierre de Galaure et Saint Vallier.